# Acier électrique
Pour l'acier produit à partir de ferrailles fondues dans un four électrique, voir Aciérie électrique.
L'acier électrique est un acier spécialement fabriqué pour obtenir certaines propriétés magnétiques - comme de petites surfaces d'hystérésis (ce qui induit de faibles dissipations d'énergie par cycle, ou faibles pertes « fer ») - et une grande perméabilité magnétique. Il peut être à grains orientés (alliage de fer + 3 à 3,3 % de silicium) ou non orientés (fer + 0,02 à 3 % de silicium + 0 à 0,8 % d'aluminium).
Il est généralement fabriqué sous forme de bandes laminées à froid de moins de 2 mm d'épaisseur (c'est-à-dire des feuillards) qui sont appelées tôles lorsqu'elles sont empilées pour former un noyau. Une fois assemblées, elles forment les noyaux de transformateurs ou le stator et le rotor de moteurs électriques. L'empilement de ces tôles impose une bonne maîtrise de leur épaisseur au moment du laminage.
Avec des traitements métallurgiques classiques, les pertes « fer » sont minimales pour une teneur 6,5 % de silicium. Mais il n'est pas possible de laminer à froid des alliages à plus de 3,5 % de silicium. Dans les années 2000, certains sidérurgistes contournaient cet obstacle en effectuant un dépôt sous vide de SiCl4, après le laminage, sur une tôle à 3 % de silicium. Pour autant, des traitements métallurgiques complexes peuvent générer d'excellentes propriétés magnétiques en restant à moins de 3 % de silicium.